# Back Street Girls
Back Street Girls (яп. わしらアイドル始めました。 Васира айдору хадзимэмасита, «Мы стали айдолами») — манга автора Жасмин Гю, а также выпущенное студией J.C.Staff на её основе аниме.

## Сюжет
Группа из 3 якудза в очередной раз опозорила своего босса. После провала важного задания босс дал им 2 варианта: с честью совершить самоубийство или отправиться в Таиланд, сделать операцию по смене пола и дебютировать как женская группа поп-идолов. Они выбирают второе.

## Персонажи
Айри Ямамото (яп. やまもと アイリ Ямамото Айри) / Кэнтаро Ямамото (яп. 山本 健太郎 Ямамото Кэнтаро) — лидер группы Gokudolls, а ранее «аники» («старший брат», то есть главный) трио якудза. Айри достаются самые дорогие и шикарные подарки от фанатов.
Сэйю: Юка Нукуи (Айри) / Дайсукэ Оно (Кэнтаро)
Мари Татибана (яп. 立花 マリ Татибана Мари) / Рё Татибана (яп. 立花 リョウ Татибана Рё:) — ранее правая рука Кэнтаро, большой фанат актёра Хитоси Такамуры. Как Мари, получает больше всего писем от фанатов, чему завидуют остальные.
Сэйю: Каори Маэда (Мари) / Сатоси Хино (Рё)
Тика Сугихара (яп. 杉原 チカ Сугихара Тика) / Кадзукихо Сугихара (яп. 杉原 和彦 Сугихара Кадзухико) — самый молодой в трио. Как Тика, считается самой милой в группе. Её отцу понадобилось много времени, чтобы принять смену пола своего ребенка.
Сэйю: Хикару Акао (Тика) / Кадзуюки Окицу (Кадзухико)
Кимандзиро Инуганэ (яп. 犬金 鬼万次郎 Инуганэ Кимандзиро) — помешанный на идолах глава клана якудза Инуганэ, босс главных героев.
Сэйю: Кэйдзи Фудзивара

## Медиа

### Манга
Манга Жасмин Гю выходила в журнале Weekly Young Magazine издательства Kodansha с 16 марта 2015 года по 15 сентября 2018 года. Kodansha выпускала главы в виде 12 танкобонов с 6 августа 2015 года по 3 января 2019 года.
Манга лицензирована и выпускается на английском Kodansha USA.

### Аниме
В декабре 2017 года был анонсирован аниме-сериал. Производством занималась студия J.C.Staff. Режиссёрское кресло получила Тиаки Кон, сценарий написал Сусуму Ямакава. Премьера прошла с 3 июля по 5 сентября 2018 года на канале BS11.

### Фильм
На основе манги также был выпущен игровой фильм Back Street Girls: Gokudols режиссёра Кэйносукэ Хары. Японская премьера состоялась 8 февраля 2019 года. Той же командой был снят шестисерийный сериал, чей показ на телевидении начался 17 февраля 2019 года.

## Критика
Манга была издана общим тиражом более 450 000 копий.
Отзывы об аниме были в основном негативными. Отмечается излишне стереотипное изображение трансгендеров и шутки, которые можно счесть «нездоровыми». По мнению рецензентов Anime News Network, в аниме мог бы быть хороший юмор, но его подача выполнена неудачна, но больше всего внимания на себя обращает статичность анимации — в кадре ещё меньше действия, чем в Inferno Cop, постоянное повторение одних и тех же анимаций, что оставляет впечатление скорее презентации PowerPoint, чем полноценного аниме. В то же время положительно была оценена игра сэйю.

## Примечание
1. 1 2  Back Street Girls Comedy Manga Gets TV Anime. Anime News Network (30 ноября 2017). Дата обращения: 7 марта 2018. Архивировано 14 июня 2018 года.
2. 1 2 3 4  キャスト&スタッフ. TVアニメ『Back Street Girls バックストリートガールズ』公式サイト. Дата обращения: 28 мая 2018. Архивировано 12 июня 2020 года.
3. 1 2  Back Street Girls Manga Ends on September 15. Anime News Network (9 сентября 2018). Дата обращения: 9 сентября 2018. Архивировано 9 ноября 2020 года.
4. ↑  週刊ヤングマガジン16号 « ヤングマガジン公式サイト (яп.). Kodansha. Дата обращения: 24 июля 2018. Архивировано 25 июля 2018 года.
5. ↑  Back Street Girls (1) (яп.). Kodansha. Дата обращения: 24 июля 2018. Архивировано 25 ноября 2020 года.
6. ↑  Back Street Girls (12) (яп.). Kodansha. Дата обращения: 1 мая 2019. Архивировано 16 июля 2020 года.
7. ↑  Kodansha Comics Adds 3 Digital Manga, 5 Digital Yaoi Manga in August. Anime News Network (23 июля 2018). Дата обращения: 24 июля 2018. Архивировано 9 ноября 2020 года.
8. ↑  Back Street Girls TV Anime Slated for July Premiere. Anime News Network (7 марта 2018). Дата обращения: 7 марта 2018. Архивировано 14 июня 2018 года.
9. ↑  Back Street Girls Manga Gets Live-Action Film in February (англ.). Anime News Network (4 ноября 2018). Дата обращения: 7 марта 2019. Архивировано 26 января 2021 года.
10. ↑  Back Street Girls Manga Also Gets Live-Action TV Series in February. Anime News Network (27 января 2019). Дата обращения: 7 марта 2019. Архивировано 7 ноября 2020 года.
11. 1 2 3 4  Andy Pfeiffer & Steve Jones. This Week in Anime - Is Back Street Girls: Gokudols Worth Watching? (англ.). Anime News Network (20 декабря 2018). Дата обращения: 17 августа 2020. Архивировано 8 ноября 2020 года.